# صاریغ دم‌حلقه‌ای شلگل
صاریغ دم‌حلقه‌ای کوتوله (نام علمی: Pseudochirulus schlegeli) کیسه‌داری از تیره شبه‌دستان، سردهٔ Pseudochirulus است که در اندونزی یافت می‌شود. در سیاهه قرمز IUCN، این جانور در وضعیت آسیب‌پذیر طبقه‌بندی شده است.